# Constitution grecque de 1968
Pour les articles homonymes, voir Constitution grecque.
Constitution de 1952 Constitution de 1973
La constitution grecque de 1968 (grec moderne : Σύνταγμα του 1968) est la loi fondamentale mise en place par la Dictature des Colonels en mai 1968. Validée par un référendum organisé en septembre 1968, la constitution maintient une monarchie parlementaire théorique (dont le souverain est en exil) mais confère à l'Armée un rôle régulateur.
La constitution de 1968 est remplacée par un nouveau texte en 1973, quand l'Armée décide l'abolition de la monarchie et la proclamation de la Troisième République hellénique.